# Senat d'Illinois

Segell del senat d'Illinois

El Senat d'Illinois o Illinois Senate és la cambra alta de l'Assemblea general d'Illinois i la legislatura d'Estat d'Illinois. Aquesta cambra fou creada per la Constitució d'Illinois el 1818.

## Funcionament
El Senat d'Illinois està compost de 59 senadors que són escollits en diferents circumscripcions per a un mandat de dos o quatre anys. La cambra es reuneix a Springfield (Illinois).

## Composició

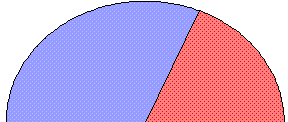
Estructura actual del senat

| Afiliació            | membres    | membres     | Total |         |
| -------------------- | ---------- | ----------- | ----- | ------- |
| Afiliació            |            |             | Total |         |
| Afiliació            | demòcrates | republicans | Total | Vacants |
| Legislatura anterior | 37         | 22          | 59    | -       |
|                      |            |             |       |         |
| Composició actual    | 37         | 22          | 59    | -       |
| Percentatge          | 62,7%      | 37,3%       |       |         |

## Líders
- John Cullerton (D), president del Senat d'Illinois
- James Clayborne (D), líder de la majoria demòcrata
- Christine Radogno (R), líder de la minoria republicana